# 845年
| 千纪： | 1千纪                                                                                           |
| 世纪： | 8世纪 \| 9世纪 \| 10世纪                                                                        |
| 年代： | 810年代 \| 820年代 \| 830年代 \| 840年代 \| 850年代 \| 860年代 \| 870年代                       |
| 年份： | 840年 \| 841年 \| 842年 \| 843年 \| 844年 \| 845年 \| 846年 \| 847年 \| 848年 \| 849年 \| 850年 |
| 纪年： | 乙丑年（牛年）；唐会昌五年；南诏天启六年；日本承和十二年；渤海国咸和十五年                      |

## 大事记
- 唐武宗下詔滅佛。

## 出生
- 紀友則，日本平安時代前期的歌人、官员
- 菅原道真，日本平安時代的學者、詩人、政治家。長於漢詩、被日本人尊為學問之神
- 藤原枝良，日本平安时代的大臣。藤原春津的第八子
- 成及，五代十国吴越人物

## 逝世
- 布鲁德七世，皮克特人的国王
- 阿布·塔马姆，阿拉伯帝国阿拔斯王朝时期的叙利亚诗人
- 恭僖皇后王氏，唐穆宗妃、唐敬宗生母